# Jiehkkevárri
Jiehkkevárri (aussi appelé Jiekkevarri ou Jiekkevarre) est le point culminant des Alpes de Lyngen et du comté de Troms, dans le Nord de la Norvège. Il culmine à 1 834 m d'altitude et a une hauteur de culminance de 1 741 m, ce qui en fait le deuxième sommet norvégien selon ce critère. Les premiers à en escalader le sommet sont le Britannique Geoffrey Hastings et le Norvégien Elias Hogrenning en 1899. L'ascension est rendue difficile par la présence de glaciers.